# 滲透營養

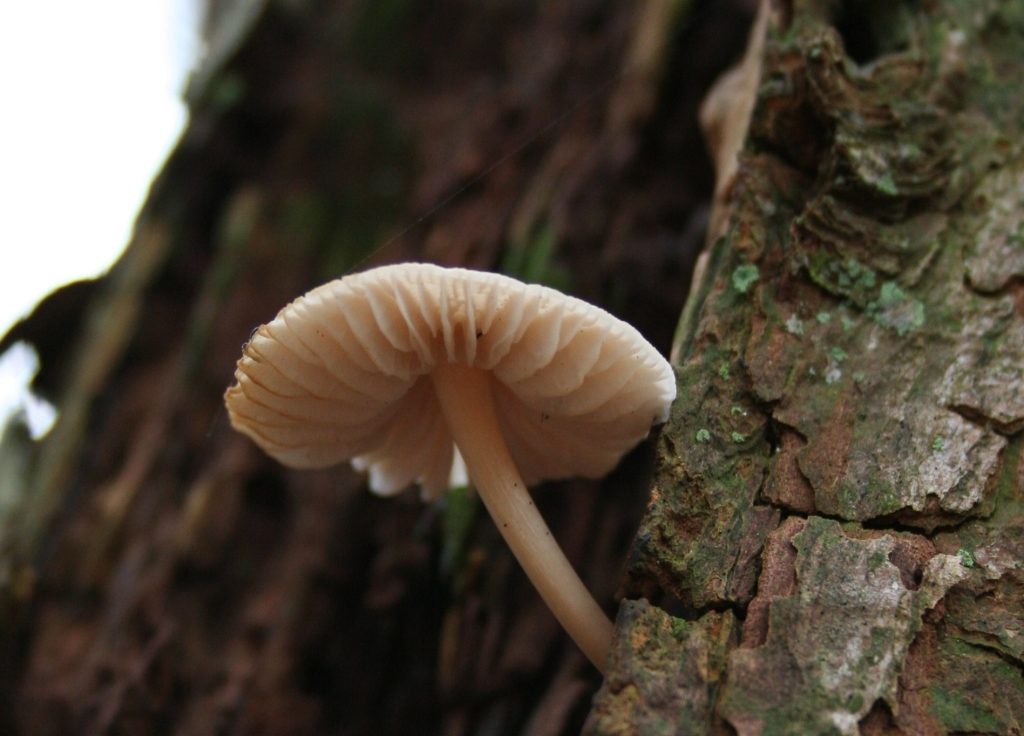
真菌以滲透營養的方式取得養分

滲透營養（Osmotrophy）是生物一種取得養分的方式，指生物往體外分泌酵素以分解纖維素、木質素、脂類與蛋白質等大分子有機物，使糖類、氨基酸與脂肪酸等小分子養分以擴散作用進入細胞中而取得養分。滲透營養被多種生物所利用。使用滲透營養的生物包括微生物如細菌、許多種類的原生生物和大多數的真菌。軟體動物、海綿、珊瑚、腕足類和棘皮動物等無脊椎動物族群可能會使用滲透營養作為補充食物來源。
真菌是主要的滲透營養生物，此外卵菌等過去曾被認為屬於真菌的類群也行滲透營養。有些生物（如部分金藻）除了可以滲透營養的方式吸收環境中的養分，還可行光合作用以製造養分，此類生物被稱為混合營養生物。
Rangeomorph等部分埃迪卡拉生物群中的動物可能為滲透營養生物。

## 過程
滲透營養是微生物收集營養的一種方式，它依賴細胞的表面面積來確保養分在細胞內正常擴散。換句話說，滲透營養生物是一種在體外有自己「胃」的生物。有些滲透營養生物可能有內部消化系統，但仍使用滲透來獲得補充養分。隨著生物體體積的增大，表面面積與體積的比例會下降，滲透營養就不足以滿足養分的需求。依靠滲透營養的大型生物會以非常扁平、纖細的身體來補償。绦虫就是这种适应的一个例子。

## 真菌
真菌是最大的滲透營養專家，因為它們是所有生態系統中的主要降解者。對於真菌等生物體，滲透營養促進分解作用過程。這是滲透營養導致代謝物持續生長的結果。